# Analyse des infiniment petits pour l'intelligence des lignes courbes

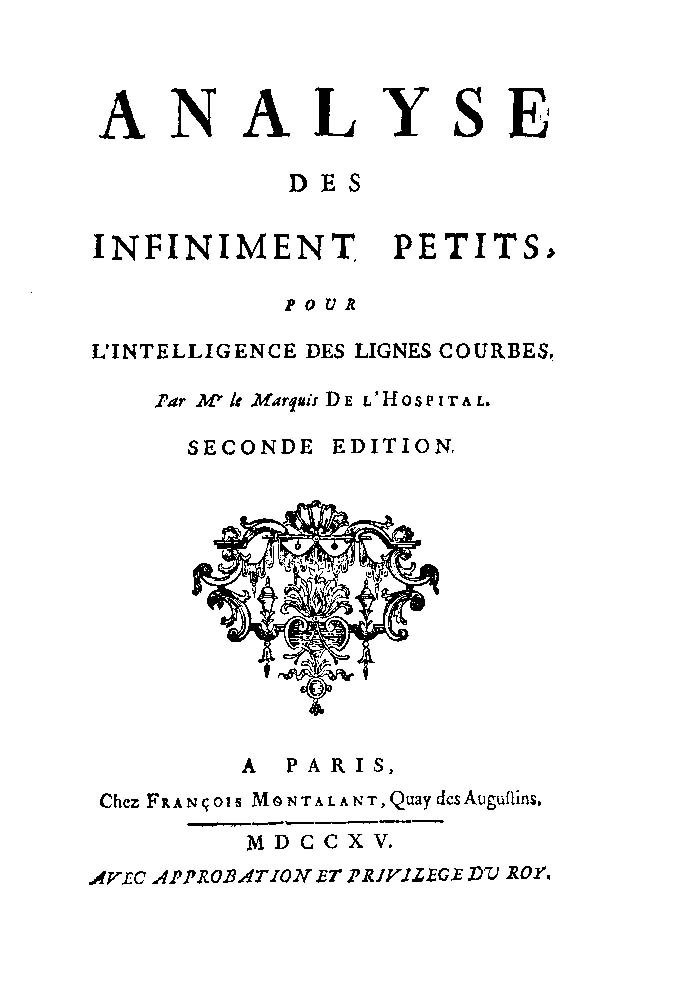
『曲線理解のための無限小解析』1715年版表紙

フランスの数学者ギヨーム・ド・ロピタルの著書 Analyse des infiniment petits pour l'intelligence des lignes courbes（『曲線を理解するための無限小の解析』）は、ライプニッツの無限小解析を扱った初の教科書として1696年に出版された。扱われている主題は微分法のみで積分法は含まれていない。微分法および積分法を扱った二つの巻がヨハン・ベルヌーイによってそれぞれ1691年および1692年に刊行されており、後者は積分法に関する初の教科書となった。
本書が初出となるロピタルの定理はヨハン・ベルヌーイの手になるものと考えられる。というのも、貴族であったロピタルは年間300₣を支払って彼を雇用し、微分積分学の発展に努めさせ、数々の問題を解決させていたからである。もっと言えば、ロピタルが望んだどんな形ででも、ベルヌーイの発見をロピタルが使用することを許可した契約に二人は署名している。そのような問題の中に、不定形の極限の問題があった。本書の刊行にあたってロピタルは、ベルヌーイに正当なクレジットが与えられ、本書における数学的内容の一切に関してクレジットが自らに帰されることのないようにと匿名で発表しており、極めて嫉妬深いことで知られたベルヌーイもまた、本書に捧げられた成果のすべてに関して自身の手によるものと主張したが、それにも拘らず、ロピタルの定理にはそもそも発見者であるとすら主張していないロピタルの名が冠せられたのであった。